# 오지GO
《오지GO》는 MBN에서 방송되는 예능 프로그램이다.

## 오지 GO 개요

### 기획 의도
- 원시 부족과 21세기 현대인이 크로스 문화 체험을 통해 행복의 의미를 알아가는 리얼 힐링 프로젝트를 그린다.

### 프로그램의 역사
- 2019년 9월 9일 ~ 2019년 10월 14일 : 첫방송했고 매주 월요일 밤 11시에 파일럿 편성되었다.
- 2020년 2월 24일 ~ 2020년 6월 8일 : 매주 월요일 밤 11시에 정규 편성되었다.

## 방송 시간
| 방송 채널 | 방송 기간                         | 방송 시간                    | 비고           |
| --------- | --------------------------------- | ---------------------------- | -------------- |
| MBN       | 2019년 9월 9일 ~ 2019년 10월 14일 | 매주 월요일 밤 11:00 ~ 12:30 | 파일럿 (6부작) |
| MBN       | 2020년 2월 24일 ~ 2020년 6월 8일  | 매주 월요일 밤 11:00 ~ 12:30 | 정규 편성      |

## 방송 시리즈
| 방송 시즌 | 방송 횟수 | 방송명           | 방송 기간                         | 출연진 및 패널         |
| --------- | --------- | ---------------- | --------------------------------- | ---------------------- |
| 1기       | 6부작     | 뉴기니 섬        | 2019년 9월 9일 ~ 2019년 10월 14일 | 김병만, 윤택, 김승수   |
| 2기       | 8부작     | with 코무바울루  | 2020년 2월 24일 ~ 2020년 4월 13일 | 김병만, 윤택, 김승수   |
| 3기       | 8부작     | 아마존 of 아마존 | 2020년 4월 20일 ~ 2020년 6월 8일  | 김병만, 이승윤, 심형탁 |

## 에피소드 목록

### 1기. 뉴기니 섬
| 방송 회차 | 방송 일자        | 국경 지역  | 장소             | 비고 |
| --------- | ---------------- | ---------- | ---------------- | ---- |
| 1회       | 2019년 9월 9일   | 인도네시아 | 라니족 마을      |      |
| 2회       | 2019년 9월 16일  | 인도네시아 | 라니족 마을      |      |
| 3회       | 2019년 9월 23일  | 인도네시아 | 라니족 마을      |      |
| 4회       | 2019년 9월 30일  | 대한민국   | 라니족 한국 방문 |      |
| 5회       | 2019년 10월 7일  | 대한민국   | 라니족 한국 방문 |      |
| 6회       | 2019년 10월 14일 | 대한민국   | 라니족 한국 방문 |      |

### 2기. with 코무바울루
| 방송 회차 | 방송 일자       | 국경 지역   | 장소                   | 비고  |
| --------- | --------------- | ----------- | ---------------------- | ----- |
| 1회       | 2020년 2월 24일 | 솔로몬 제도 | 코무바울루족 마을      | [ 5 ] |
| 2회       | 2020년 3월 2일  | 솔로몬 제도 | 코무바울루족 마을      | [ 5 ] |
| 3회       | 2020년 3월 9일  | 솔로몬 제도 | 코무바울루족 마을      | [ 5 ] |
| 4회       | 2020년 3월 16일 | 솔로몬 제도 | 코무바울루족 마을      | [ 5 ] |
| 5회       | 2020년 3월 23일 | 대한민국    | 코무바울루족 한국 방문 | [ 5 ] |
| 6회       | 2020년 3월 30일 | 대한민국    | 코무바울루족 한국 방문 | [ 5 ] |
| 7회       | 2020년 4월 6일  | 대한민국    | 코무바울루족 한국 방문 | [ 5 ] |
| 8회       | 2020년 4월 13일 | 대한민국    | 코무바울루족 한국 방문 | [ 5 ] |

### 3기. 아마존 of 아마존
| 방송 회차 | 방송 일자       | 국경 지역 | 장소               | 비고  |
| --------- | --------------- | --------- | ------------------ | ----- |
| 1회       | 2020년 4월 20일 | 페루      | 마세스족 마을      | [ 5 ] |
| 2회       | 2020년 4월 27일 | 페루      | 마세스족 마을      | [ 5 ] |
| 3회       | 2020년 5월 4일  | 페루      | 마세스족 마을      | [ 5 ] |
| 4회       | 2020년 5월 11일 | 페루      | 마세스족 마을      | [ 5 ] |
| 5회       | 2020년 5월 18일 | 대한민국  | 마세스족 한국 방문 | [ 5 ] |
| 6회       | 2020년 5월 25일 | 대한민국  | 마세스족 한국 방문 | [ 5 ] |
| 7회       | 2020년 6월 1일  | 대한민국  | 마세스족 한국 방문 | [ 5 ] |
| 8회       | 2020년 6월 8일  | 대한민국  | 마세스족 한국 방문 | [ 5 ] |

## 시청률
최저 시청률과 최고 시청률은 시청률 조사회사와 지역별로 시청률에 차이가 있을 수 있습니다.

### 2019년
| 회차 | 방송일    | 방송명        | AGB 시청률     |
| 회차 | 방송일    | 방송명        | 대한민국(전국) |
| ---- | --------- | ------------- | -------------- |
| 1    | 9월 9일   | 뉴기니 섬 1회 | 2.878%         |
| 2    | 9월 16일  | 뉴기니 섬 2회 | 1.933%         |
| 3    | 9월 23일  | 뉴기니 섬 3회 | 2.036%         |
| 4    | 9월 30일  | 뉴기니 섬 4회 | 2.911%         |
| 5    | 10월 7일  | 뉴기니 섬 5회 | 3.074%         |
| 6    | 10월 14일 | 뉴기니 섬 6회 | 1.979%         |

### 2020년
| 회차 | 방송일   | 방송명               | AGB 시청률     |
| 회차 | 방송일   | 방송명               | 대한민국(전국) |
| ---- | -------- | -------------------- | -------------- |
| 1    | 2월 24일 | with 코무바울루 1회  | 3.064%         |
| 2    | 3월 2일  | with 코무바울루 2회  | 2.255%         |
| 3    | 3월 9일  | with 코무바울루 3회  | 3.086%         |
| 4    | 3월 16일 | with 코무바울루 4회  | 2.294%         |
| 5    | 3월 23일 | with 코무바울루 5회  | 1.848%         |
| 6    | 3월 30일 | with 코무바울루 6회  | 2.008%         |
| 7    | 4월 6일  | with 코무바울루 7회  | 1.089%         |
| 8    | 4월 13일 | with 코무바울루 8회  | 1.971%         |
| 9    | 4월 20일 | 아마존 of 아마존 1회 | 2.255%         |
| 10   | 4월 27일 | 아마존 of 아마존 2회 | 1.634%         |
| 11   | 5월 4일  | 아마존 of 아마존 3회 | 2.374%         |
| 12   | 5월 11일 | 아마존 of 아마존 4회 | 2.075%         |
| 13   | 5월 18일 | 아마존 of 아마존 5회 | 2.205%         |
| 14   | 5월 25일 | 아마존 of 아마존 6회 | 1.686%         |
| 15   | 6월 1일  | 아마존 of 아마존 7회 | 1.996%         |
| 16   | 6월 8일  | 아마존 of 아마존 8회 | 2.748%         |

## 참고 사항
- 2020년 3월부터 코로나19 범유행 국가 심각 단계 이전하여, 안전하게 촬영하였으며, 이 방송은 2020년 6월 8일에 종영하였다.

## 내레이션
- 정지영 (1~4회, with 코무바울루)
- 정형석 (5~8회, with 코무바울루)
- 신구 (1~4회, 아마존 of 아마존)

## 같이 보기
- 김영철의 동네 한 바퀴 (KBS 1TV)
- 정해인의 걸어보고서, 한 번쯤 멈출 수 밖에 (KBS 2TV)
- 세계테마기행, 한국기행 (EBS 1TV)
- 정글의 법칙, 공생의 법칙 (SBS TV)
- 나는 자연인이다, 여행생활자 집시맨 (MBN)
- 세계도시여행 (MBC 표준FM)